# AIX Connect
AIX Connect (vormals AirAsia India) ist eine indische Billigfluggesellschaft mit Sitz in Bengaluru.

## Geschichte
Die Gesellschaft wurde 2013 als Joint Venture zwischen der indischen Tata-Gruppe und der AirAsia gegründet und nahm 2014 den Flugbetrieb auf. Am 29. Dezember 2020 wurde bekanntgegeben, dass Tata Sons 32,67 % von AirAsias Anteil übernimmt und damit seinen Anteil auf 83,67 % erhöht. Am 2. November 2022 verkaufte AirAsia den Rest seiner Anteile an Tata, welche nun 100 % Eigner sind. Die Gesellschaft wurde in AIX Connect umbenannt.
Im Oktober 2023 wurde die Fusion mit Air India Express bekannt gegeben. Erste Flugzeuge wurden Ende 2023 hierzu auf das AOC von Air India Express übertragen.

## Flugziele
Die Gesellschaft fliegt in Indien 11 verschiedene Ziele mit 17 Routen an.

## Flotte
Mit Stand Februar 2023 besteht die Flotte der AIX Connect aus 28 Flugzeugen mit einem Durchschnittsalter von 11 Jahren:
| Flugzeugtyp     | Anzahl | bestellt | Anmerkungen  | Sitzplätze |
| --------------- | ------ | -------- | ------------ | ---------- |
| Airbus A320-200 | 23     |          | fünf inaktiv | 180        |
| Airbus A320neo  | 05     |          |              | 186        |
| Gesamt          | 28     | -        |              |            |